# Fährmann Maria
Fährmann Maria ist ein deutscher Spielfilm von Frank Wysbar aus dem Jahr 1936. Er wurde ab Mitte August bis Oktober 1935 in der Lüneburger Heide unweit vom Hof Tütsberg bei Schneverdingen (Ortschaft Heber) und Soltau gedreht. Die Innenaufnahmen entstanden in Berliner Ateliers. Am 7. Januar 1936 fand die Uraufführung in den Bernward-Lichtspielen in Hildesheim statt.

## Handlung
Ein kleines Dorf in der Heide. Der nahe Fluss kann lediglich mithilfe einer Seilfähre überquert werden. Gerade als der Fährmann sich das Geld für den Erwerb seiner Fähre zusammengespart hatte, erscheint der personifizierte Tod als sein Fahrgast und möchte ihn holen. Der alte Fährmann bricht während der Ausübung seines Dienstes tot zusammen. Da die Umstände seines plötzlichen Ablebens unklar bleiben, ist das Fähramt zunächst verwaist.
Eines Tages kommt ein heimatloses Mädchen namens Maria ins Dorf, das nach Arbeit sucht. Es erklärt sich sofort bereit, das Amt des Fährmannes zu übernehmen. In der folgenden Nacht setzt Maria einen jungen Mann über den Fluss, der von seinen Verfolgern verletzt wurde. Das Mädchen verbirgt ihn in der Fährhütte und pflegt ihn. Der Zustand des Mannes bessert sich, allerdings verfolgen ihn Halluzinationen. Die beiden verlieben sich ineinander.
Bald darauf erscheint ein unheimlich wirkender Fremder am anderen Ufer, der über den Fluss gebracht werden möchte. Es ist der Tod. Als er sich nach dem jungen Mann erkundigt, ist Maria schnell klar, dass sie den Tod vor sich hat. Mit allen Mitteln möchte sie ihren Geliebten retten und lockt den Tod von ihrer Hütte weg in das nahe Dorf, wo gerade ein Tanzfest stattfindet. Doch all ihre Bemühungen, den Tod zu verführen, ihn umzustimmen oder gar zu täuschen, bleiben ohne Erfolg. Auch ihr Angebot, sich selbst für den Liebsten zu opfern, schlägt der Tod aus. Er verlangt, sie zu ihrer Hütte zurückzubringen, wo er ihren Geliebten zu finden hofft.
Maria wählt gefährliche Wege durch das Moor in der Hoffnung darauf, dass sie den Tod in die Irre leiten kann, selbst wenn sie dabei selbst versinken würde. Während der Tod langsam im Morast versinkt, gelangt die betende Maria sicheren Fußes zu ihrer Hütte. Nun kann sie mit ihrem Geliebten ein neues Leben beginnen. Gemeinsam setzen sie auf die andere Seite über, wo der Mann ihr in seiner Heimat ein Zuhause bieten möchte.

## Produktionshintergrund
Gedreht wurde der Film in der Umgebung von Soltau. Als Fluss diente dabei das Ahlftener Flatt, ein nördlich der Stadt gelegener Heideweiher, der auch heute noch erhalten ist. Für den Bau der Fähre musste das von Natur aus recht flache Gewässer allerdings vertieft werden. Weitere Außenaufnahmen entstanden im Pietzmoor.

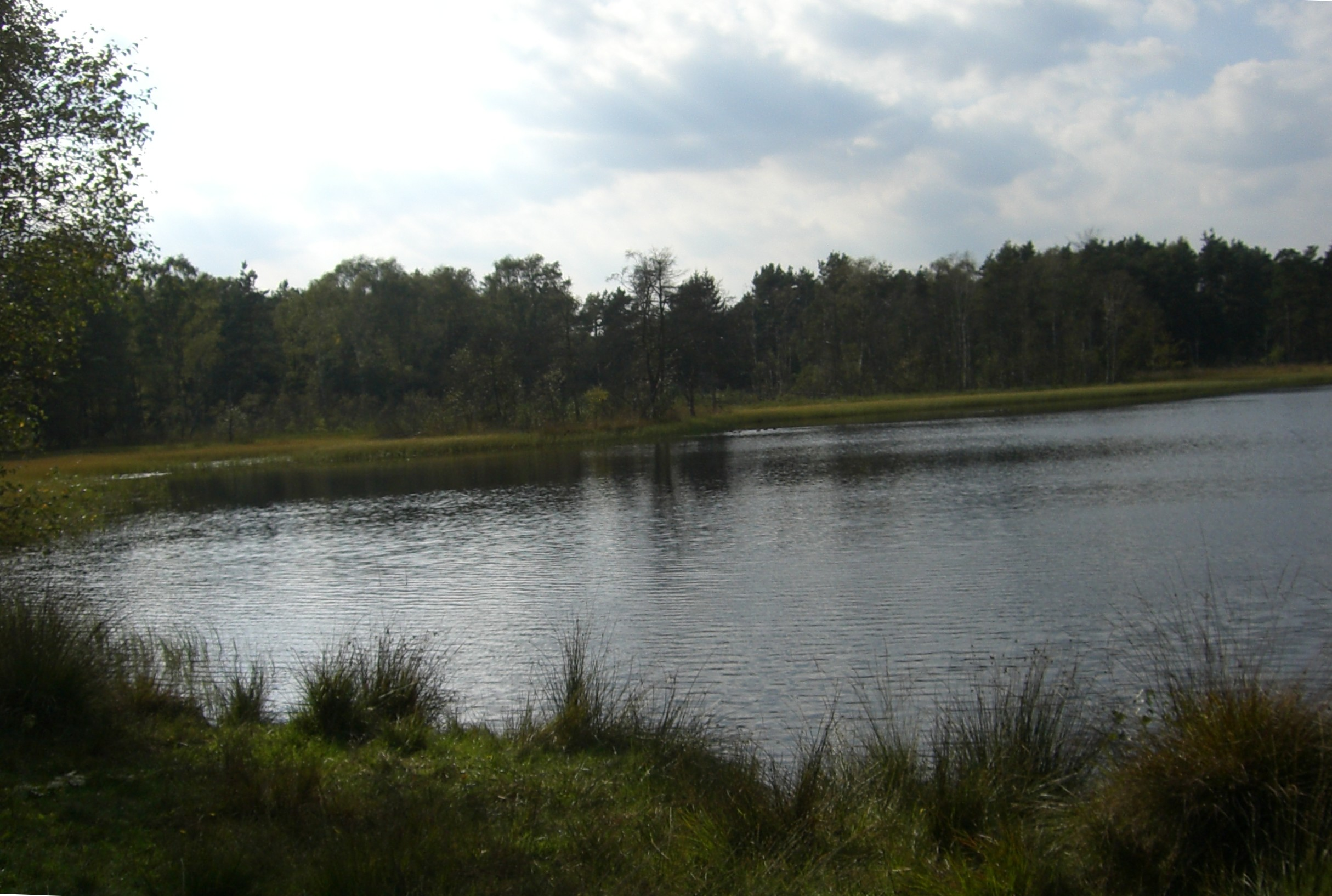
Diente im Film als Fluss: Der Heideweiher Ahlftener Flatt

Bei der Uraufführung in Hildesheim waren neben Regisseur Frank Wysbar die drei männlichen Hauptdarsteller Peter Voß, Aribert Mog und Carl de Vogt zugegen. Bereits etwa 14 Tage vor der Uraufführung wurde Joseph Goebbels der Film vorgeführt. Er zeigte sich wenig begeistert und notierte am 21. Dezember 1935 in sein Tagebuch: Abends Filme: Fährmann Maria, ein Experiment, aber kein gutes. Gewollt! Literatur! Trotz dieser Vorbehalte erhielt der Film die Prädikate künstlerisch wertvoll und volksbildend. Dr. Hans Joachim Lemme „bedauert“ in der von Heinrich Himmler herausgegebenen Zeitschrift Volk und Rasse, „daß der Film rassehygienischen Forderungen keinesfalls standhalten“ könne, denn das Mädchen sei „dunkelhaarig und von fremdartiger Schönheit“, während ihr Geliebter „rassisch ausgezeichnet“ aussehe, und „heimatlose Mädchen könnten keine Treue halten“. Dennoch wurde der Co-Autor des Films, Hans-Jürgen Nierentz, wenige Monate nach der Uraufführung von Goebbels zum Reichsfilmdramaturgen ernannt.
1945 drehte Wysbar (der seinen Nachnamen nach seiner Emigration in die USA in Wisbar abgeändert hatte) mit Der Würger im Nebel (Strangler of the Swamp) eine Neufassung von Fährmann Maria für die auf B-Filme spezialisierte Produktionsgesellschaft Producers Releasing Corporation, die mehr auf Horrorelemente setzte und den legendenhaften Ton von Fährmann Maria verringerte. In dem Artikel zu Der Würger im Nebel lässt sich ein ausführlicher Vergleich beider Filme finden.

## Kritiken
In der Nachkriegszeit wurde Fährmann Maria von Kritikern allgemein positiv besprochen. Christa Bandmann und Joe Hembus schrieben 1980 in Klassiker des deutschen Tonfilms, es sei ein „sehr schöner Legenden-Film, der der von Fritz Langs Müdem Tod begründeten Tradition mehr verpflichtet ist, als Leni Riefenstahls Blauem Licht.“
Für Thomas Kramers Lexikon des deutschen Films (1995) „gehört dieser Legendenfilm zu den besten deutschen Arbeiten im Genre des phantastischen Films“. Das liege an „großer atmosphärischer Stimmigkeit, dramaturgischer Präzision und einer starken lyrischen Note“. Hohen Anteil habe aber auch „die unbedingte Glaubwürdigkeit, welche die faszinierende Sybille Schmitz den metaphysischen Zügen der Titelfigur zu verleihen vermag.“ Das amerikanische Remake von Wysbar selbst wirke dagegen im Vergleich relativ platt.
Jerzy Toeplitz schreibt in seiner Geschichte des Films, dass es „Wysbars künstlerisch reifster Film“ ist: „Fährmann Maria, eine Legende darüber, daß die Liebe stärker als der Tod ist. Es klingt fast wie eine Provokation, da die Heldin dieser Legende eine Frau von nirgendwo ist, sie hat kein Vaterland, wird verfolgt und sucht im Land der Wälder und Sümpfe Schutz. (…) Es ist verwunderlich, daß der Film, in dem Wirklichkeit und Traum zu einem Ganzen verschmolzen, in dem unbekannte Verfolger auftauchten, die nachts in schwarzen Uniformen kamen, sich vor der Intervention der Zensur und den Donnerschlägen der Regimepresse bewahren konnte. Vielleicht war der Mitautor des Drehbuchs Hans-Jürgen Nierentz, der zukünftige Reichsfilmdramaturg, eine „persona grata“ in der NSDAP, ein Schutzschild.“

## DVD-Veröffentlichung
Ein für 2007 bei Black Hill Pictures angekündigte DVD kam nie heraus. Lediglich das US-amerikanische Label Sinister Cinema brachte bislang eine DVD unter dem Titel Ferryman Maria heraus, die mit englischen Untertiteln versehen ist, die jedoch nicht ausblendbar sind. 